# FK Volga Nisjnij Novgorod
Futbolnij klub Volga Nisjnij Novgorod eller engelsk FC Volga var en russisk fodboldklub fra byen Nisjnij Novgorod.

## Historiske navne
- 1963—1984: FK Volga Gorkij
- 1998—2004: FK Elektronika Nižnij Novgorod
- 2004—2016: FK Volga Nižnij Novgorod

## Historiske slutplaceringer
| Sæson   | Niveau | Liga           | Placering | Kilde |
| ------- | ------ | -------------- | --------- | ----- |
| 2009    | 2.     | FNL            | 4.        | [ 1 ] |
| 2010    | 2.     | FNL            | 2.        | [ 2 ] |
| 2011-12 | 1.     | Premier League | 14.       | [ 3 ] |
| 2012-13 | 1.     | Premier League | 12.       | [ 4 ] |
| 2013-14 | 1.     | Premier League | 15.       | [ 5 ] |
| 2014-15 | 2.     | FNL            | 13.       | [ 6 ] |
| 2015-16 | 2.     | FNL            | 10.       | [ 7 ] |

## Kendte spillere
- Evgeni Aldonin
- Petar Jelić
- Dani Bondar
- Romeo Castelen
- Marcin Kowalczyk
- Piotr Polczak
- Mihăiţă Pleşan
- Adrian Ropotan
- Mate Vatsadze
- Simeon Bulgaru